# مسجد باثار كي
مسجد باثار كي هو مسجد تقف على ضفة نهر الغانج بالقرب من تخت شري الصاحب هارماندير، ويعتبر برويز شاه ابن جهانجير، هو من أنشأ وأمر ببناء مسجد باثار كي في 1621، وتم بناء المسجد من هيكل من الحجر ومن هنا اتى اسم المسجد مسجد باثار كي .
مسجد باثار كي يحظى بشعبية كبيرة في أوساط المجتمع الإسلامي المحلي، وبصرف النظر عن الوظائف الدينية فان هذا المسجد القديم هو معلم رئيسي من معالم المدينة، ويسمى المسجدأيضا مسجد سيف خان ومسجد شيمي غاط ومسجد سانجي .